# Loch Leven
Pour les articles homonymes, voir Leven (homonyme).
Loch Leven est un loch d'eau douce dans l'ancien comté du Kinross-shire et maintenant dans le council area de Perth and Kinross en Écosse.

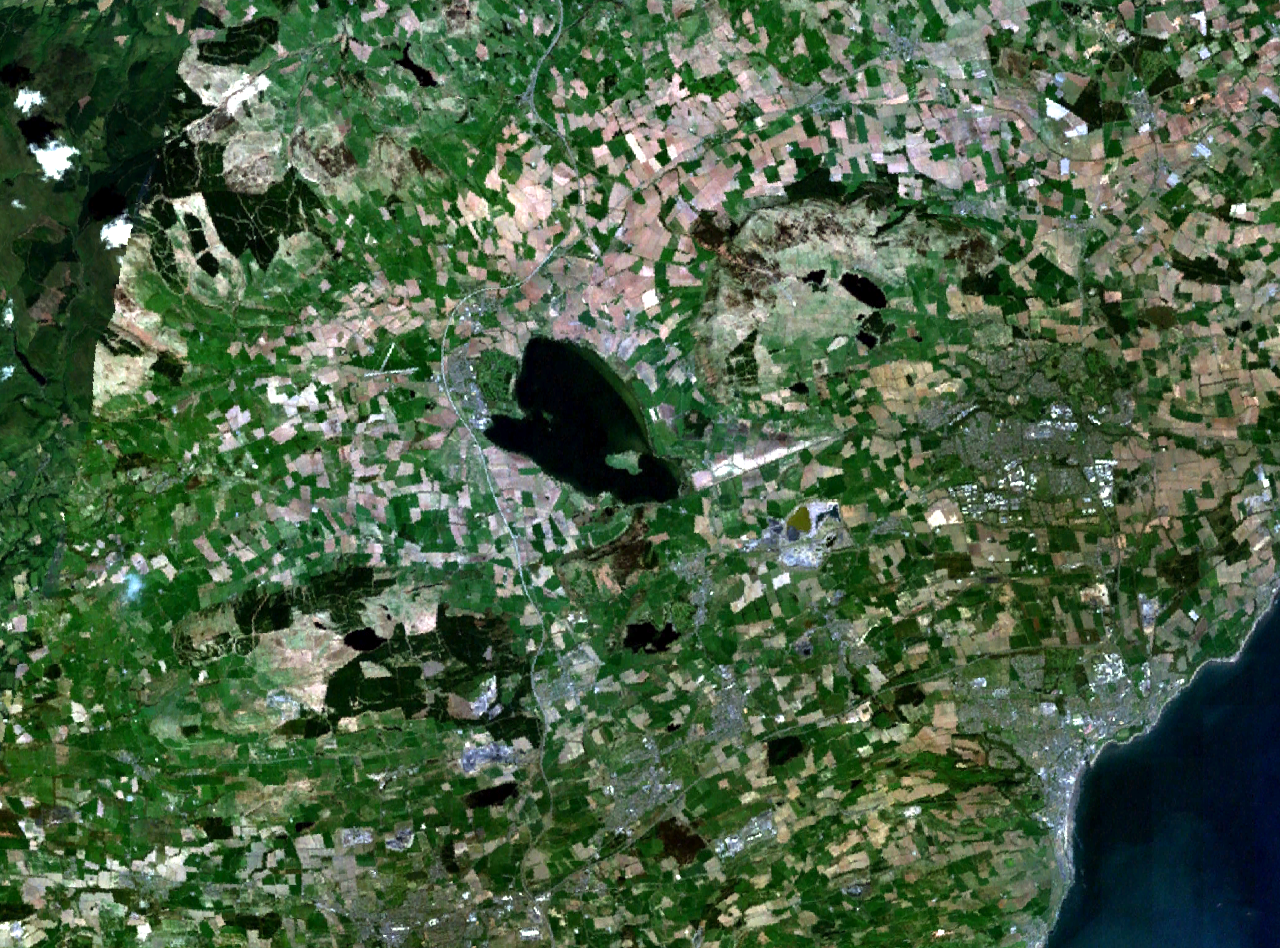
Photo satellite du Loch Leven.

Quasiment triangulaire, le loch a une dimension maximale d'environ 6 kilomètres. Le burgh de Kinross s'étend à son extrémité ouest, non loin du château de Loch Leven qui s'élève sur une île. Ce château fut la prison de Marie, reine des Scots en 1567, et peut être atteint par ferry, depuis Kinross pendant les mois d'été.